# هيتمان القوزاق الزاباروجيين
هيتمان القوزاق الزابوروجيين (بالإنجليزية: Гетьман Війська Запорозького)‏ هو لقب له أكثر من معنى.
لم يكن لقب هيتمان القوزاق الزابوريجيين معترفًا به رسميًا دوليًا حتى إنشاء هتمانات القوزاق. مع إنشاء وحدات القوزاق المسجلة [الإنجليزية]، سمي قادتهم رسميًا على أنهم كبار مضيف صاحب النعمة الملكية الزابوروجي (بالأوكرانية: старший його Королівської Милості Війська Запорозького).الأوكرانية: Гетьман Війська Запорозького, رومنة: Hetman Viiska Zaporozkoho).
قبل عام 1648 وتأسيس هتمانات القوزاق كان هناك العديد من الهتمان الإقليميين عبر ضفاف الدنيبر، والذين كانوا عادةً ستاروستا [الإنجليزية] أو فويفود [الإنجليزية].
كان دميترو فيشنيفيتسكي [الإنجليزية] أول هيتمان معروف على نطاق واسع في منطقة زاباروجيا [الإنجليزية]، وبعد ذلك أُضيف العديد من الستاروستا البولنديين إلى سجل الهيتمان، مثل لانكورونسكي وداسزكيفيتش، اللذين قادا أيضًا تشكيلات القوزاق الخاصة بهما. ووفقًا لميخايلو هروشيفسكي، لم يُعتبروا في الواقع هيتمانًا، على الأقل من قِبل معاصريهم. ومن بين هؤلاء النجوم كاربو ماسلو من تشيركاسي، وياتسكو بيلوس (بيرياسلاف)، وأندروشكو (براتسلاف)، وغيرهم الكثير. حتى أن الأميرين كونستانتي أوستروغسكي [الإنجليزية] وبوهدان هلينسكي [الأوكرانية] كانا يُنفذان غارات القوزاق على مقاطعات التتار.
وكان قادة وحدات جيش زابوريجيا [الإنجليزية] (كيش)، الذين غالبًا ما يُعتبرون هيتمانًا، يحملون في الواقع لقب "كيش أوتامان [الإنجليزية]". منذ عام 1572، أصبح لقب هيتمان لقبًا غير رسمي لقادة وحدات القوزاق المسجلة [الإنجليزية] في الكومنولث البولندي الليتواني. ومنذ انتفاضة بوهدان خملنيتسكي عام 1648، أصبح هيتمان لقبًا لرأس دولة القوزاق، أي هيتمان القوزاق. كان لرؤساء القوزاق سلطات واسعة، وكانوا قادة عسكريين عليا ومسؤولين تنفيذيين (بإصدار المراسيم الإدارية).
بعد تقسيم الأراضي الأوكرانية على طول نهر الدنيبر بموجب معاهدة أندروسوفو [الإنجليزية] البولندية الروسية عام 1667، طبقت القيادة المزدوجة لكل ضفة، أو لكل أوكرانيا من ضفاف نهر الدنيبر (يمينًا ويسارًا). بعد معاهدة أندروسوفو، وُجدت هيتمانتان قوزاقيتان مختلفتان، لكل منهما هيتمان: هيتمان ناكازني في بولندا، وهو هيتمان تابع لرحمة زابوريزهيا الملكية، وهيتمان تابع لرحمة قيصر زابوريجيا.
في نهاية المطاف، تضاءلت الصلاحيات الرسمية للدولة لهيتمان القوزاق تدريجيًا في القرن الثامن عشر، وألغتها أخيرًا كاترين الثانية ملكة روسيا عام 1764.